# Austrian Open 1971
L'Austrian Open 1971 è stato un torneo di tennis giocato sulla terra rossa. È stata la 26ª edizione dell'Interwetten Austrian Open Kitzbühel, la prima dell'era Open. Si giocò a Kitzbühel in Austria dal 19 al 26 luglio 1971. La finale del singolare maschile non fu mai disputata a causa del maltempo.

## Campioni

### Singolare maschile
Manuel Orantes e  Clark Graebner condivisero il titolo

### Doppio maschile
Clark Graebner /  Ion Tiriac sconfissero in finale  Jurgen Fassbender /  Hans‐Jurgen Pohmann con il punteggio di 6–4, 6–4, 7–6